# ツェップアンテナ
ツェップアンテナ(Zepp' antenna (short for Zeppelin))とは、アンテナの一種である。エンドフェッドアンテナの一種でもある。ツェッペリン飛行船に搭載されたことからこの名が付けられた。
最低使用周波数の2分の1波長の導線（エレメント）の一端から、はしごフィーダー線を用いて給電する。特性インピーダンスが600オームのフィーダー線を用いて、アンテナカップラーを通して同軸ケーブルに接続することが多い。
ツェップアンテナは、最低使用周波数の整数倍の周波数で共振する特徴がある。例えばアマチュア無線においては、3.5MHz帯または7MHz帯を最低使用周波数とすれば、14MHz帯、21MHz帯、28MHz帯の全てで使用が可能である。同軸ケーブルが普及する以前には多く利用された。しかし、使用周波数の高調波でも共振することから近隣のテレビ受信機などに電波障害を発生する可能性が高く、また現在ではツェップアンテナと同等の寸法でさらに利得の高いアンテナが開発されているため、ほとんど用いられていない。
ツェップライクアンテナ、ツェップ型アンテナなどと呼ばれ、給電部にLC回路を用い同軸ケーブルで給電する電圧給電アンテナがある。アンテナの両端が電圧の腹となる為に、タワーなどから1/8λ以上離した方が良い(性能や調整の点で)。このタイプのアンテナは、大手メーカーから販売されており自作も行われて利用者も少なくない。「J-pole antenna」にも利用されている。